# Régis Barthélemy Mouton-Duvernet
Pour les articles homonymes, voir Barthélemy, Mouton-Duvernet (homonymie), Mouton (homonymie) et Duvernet.
Le baron Régis Barthélemy Mouton-Duvernet, né le 3 mai 1770 au Puy-en-Velay et mort le 27 juillet 1816 à Lyon, est un général français de la Révolution et du Premier Empire.

## Biographie
Engagé volontaire en 1785, il sert d'abord aux colonies, notamment en Guadeloupe. Il s'engagea à 19 ans dans le régiment de la Guadeloupe et était capitaine adjudant-major au siège de Toulon. Il participe ensuite à toutes les guerres de la Révolution et de l'Empire. Il fit ensuite les campagnes d'Italie et se distingue surtout à Arcole.
« Le 26 Brumaire an V, à la tête d'une vingtaine d'hommes qui lui reste de sa compagnie, a contenu l'ennemi sur la chaussée du Pont d'Arcole à la digue, lequel s'avançait en force avec de l'artillerie; et quoique fortement blessé à la cuisse droite a défendu son poste et empêché qu'une pièce de canon qui était près de lui et dont les canonniers avaient été tués ne fut prise; il ne se fit emporter que lorsque du renfort lui étant arrivé, l'ennemi fut chassé ». 
Le 8 janvier 1800, il embarque sur le « Généreux » parti ravitailler la garnison française du port de La Vallette assiégée par les Britanniques. Lors de la « bataille du convoi de Malte » le 18 février 1800, il est fait prisonnier lors de l'abordage du « Généreux » par la frégate HMS Success. 
Envoyé comme colonel en Espagne en 1806, il en revient général de division et fait les campagnes de 1813 et de 1814. Il est fait prisonnier lors de la capitulation de Dresde, en 1813.
Gouverneur militaire de Valence lors de la première Restauration, il se rallie à Napoléon lors des Cent-Jours. Nommé, pendant les Cent-Jours, membre de la Chambre des représentants comme député de la Haute-Loire, il s'oppose au retour des Bourbons, même après Waterloo. Il est nommé gouverneur de Lyon le 2 juillet 1815. 
L'ordonnance du 24 juillet 1815 en fait un traître au roi, passible du conseil de guerre. Il se cache alors pendant près d'un an chez un ami royaliste, le vicomte de Meaux, puis, pensant les esprits apaisés, réapparaît et se constitue prisonnier auprès du préfet de la Loire, Tassin de Nonneville. Le conseil de guerre le condamne à mort le 15 juillet 1816. Sa femme essaie en vain d'obtenir sa grâce auprès du roi, mais il est fusillé le 27 juillet 1816, au chemin des Étroits, à Lyon (aujourd'hui dans le 5e arrondissement).

### État de service

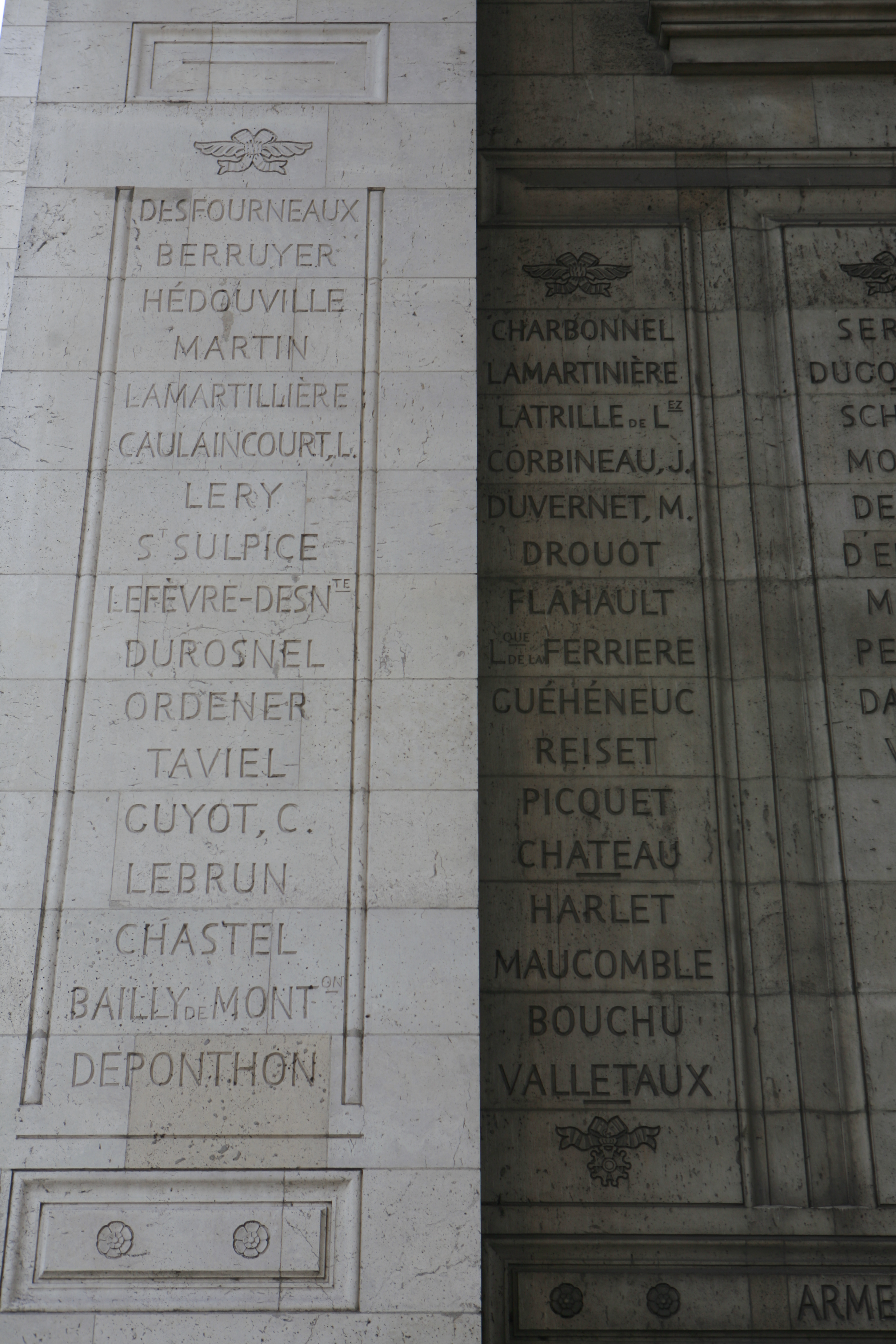
Noms gravés sous l'arc de triomphe de l'Étoile : pilier Ouest, 31e et.

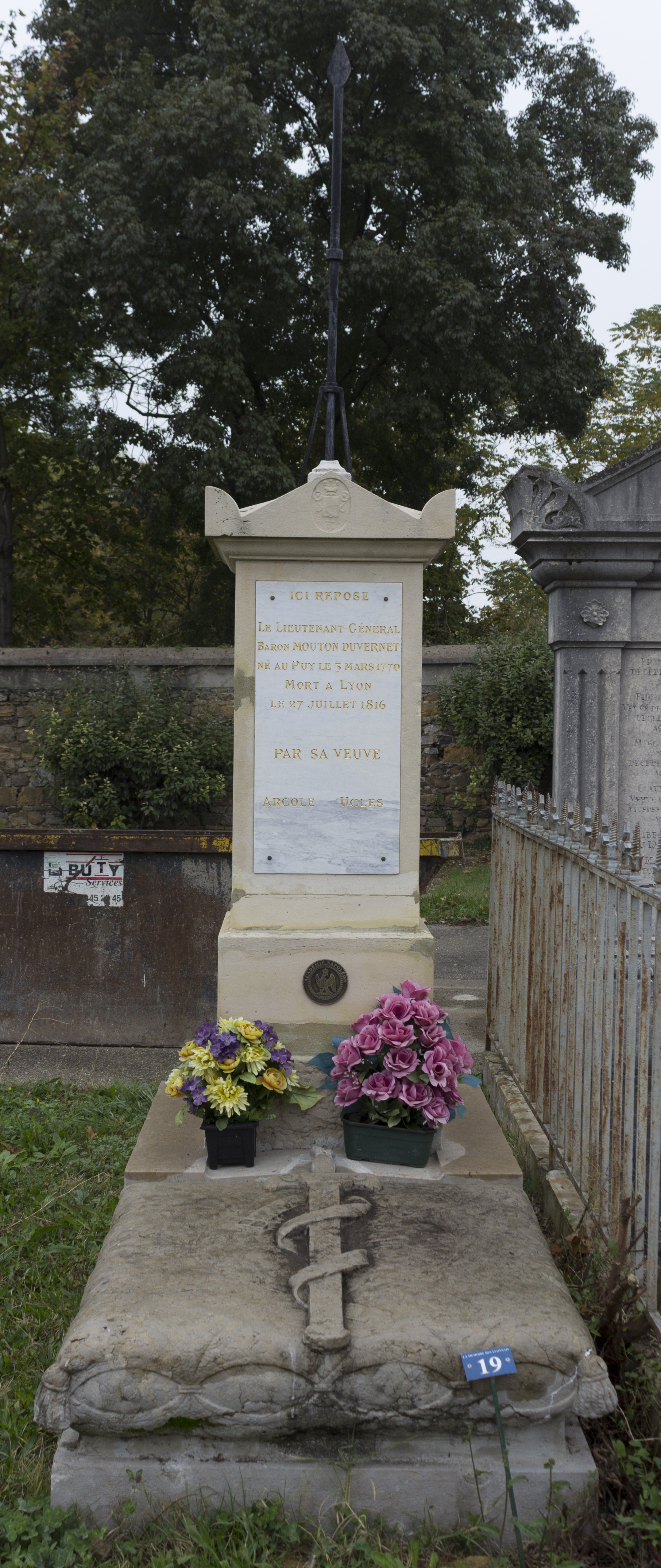
Tombe au cimetière de Loyasse.

- 15 août 1787 : Soldat au Régiment de la Guadeloupe
- 1er septembre 1788 : Caporal au Régiment de la Guadeloupe
- 15 novembre 1789 : Fourrier au Régiment de la Guadeloupe
- 3 décembre 1791 : Volontaire au 2e bataillon de volontaires du Gard
- 30 janvier 1793 : Sergent-Major au 1er bataillon de volontaires de la Haute-Loire
- 15 mars 1793 : Adjudant Sous-Officier au 1er bataillon de volontaires de la Haute Loire
- 26 septembre 1795 : Adjudant Major Officier au 1er bataillon de volontaires de la Haute Loire
- 21 mars 1796 : Capitaine Titulaire
- 5 avril 1797 : Aide de camp Capitaine du Général de Brigade Chambarlhac
- 24 mars 1799 : Adjudant-Capitaine à l’État-major Général
- 11 juin 1799 : Aide de camp du Général Gareau
- 22 juin 1799 : Aide de camp, Chef de Bataillon, détaché à la 75e demi-brigade
- 28 août 1803 : Chef de Bataillon titulaire à la 3e demi-brigade
- 19 avril 1806 : Major au 64e régiment d'infanterie de ligne
- 9 février 1807 : Colonel du 63e régiment d'infanterie de ligne
- 21 juillet 1811 : Général de brigade
- 4 août 1813 : Général de division

### Décoration, titres et distinctions
- 14 juin 1804 : Chevalier de la Légion d'honneur
- 15 novembre 1809 : Officier de la Légion d'honneur
- 6 avril 1812 : Commandeur de la Légion d'honneur
- 29 juin 1808 : Baron de l'Empire

## Reconnaissance posthume
Après sa mort, sa famille lui élève un monument au cimetière de Loyasse, à Lyon.
Il apparaît en 20e position du titre II sur le testament de l'Empereur, qui lègue 50 000 francs à ses enfants.
Édouard Herriot, maire de Lyon de 1905 à 1957, peu complaisant à l'égard des tribunaux militaires, fait donner le nom de Mouton-Duvernet à la rue qui abrite le tribunal militaire de Lyon, et où se trouvent aujourd'hui les archives départementales du Rhône.
À Paris, une rue et une station de métro portent son nom.

## Armoiries
| Figure | Blasonnement |
|        | Armes du baron Régis Barthélemy Mouton-Duvernet et de l'Empire D'azur, à un mouton couché d'argent, sous un oranger au naturel, fruité d'or, terrassé de sinople ; au canton des barons militaires de l'Empire brochant. |